# Ivano Lussignoli
Ivano Lussignoli (Cremona, 23 luglio 1972 – Peschiera Borromeo, 20 settembre 2003) è stato un canoista italiano.

## Carriera
Nato a Cremona nel 1972, a 23 anni partecipò ai Giochi Olimpici di Atlanta 1996 nel kayak, gara di K-4 1000 metri, dove venne eliminato in semifinale con il tempo di 3'03"218, terzo posto della sua semifinale (passavano i primi due). Due anni dopo, nel 1998, ai Mondiali di Seghedino, in Ungheria, ottenne la medaglia di argento nel K-4 200 metri insieme a Beniamino Bonomi, Luca Negri ed Antonio Rossi. nel 1997 si sposò con la canoista canadese Alison Herst.  Morì il 20 settembre 2003, a 31 anni, dopo un incidente stradale in moto nei pressi di Peschiera Borromeo. Alla sua memoria è dedicata una targa che viene conferita a giovani canoisti.

## Palmarès
- Mondiali

Seghedino 1998: argento nel K-4 200 metri (insieme a Beniamino Bonomi, Luca Negri ed Antonio Rossi)